# Трейстер, Михаил Абрамович
Михаил Абра́мович Тре́йстер (7 мая 1927, Витебск — 9 мая 2017, Минск) — председатель Белорусского общественного объединения евреев — бывших узников гетто и нацистских концлагерей (БООУГК), вице-президент Международного союза евреев — бывших узников фашизма.

## Во время войны
Михаил Трейстер с июля 1941 года по июль 1943 года с возраста 14 лет с матерью и старшей сестрой был узником Минского гетто.
В гетто Трейстер участвовал в деятельности подпольной организации, связанной с партизанами. В июле 1943 года, когда немцы начали уничтожение и рабочих команд гетто, его отправили в концлагерь СС в Минске на улице Широкой. Он смог бежать, вернулся к матери и сестре в гетто и через неделю ушел к партизанам. Вплоть до освобождения Беларуси, до июля 1944 года, Трейстер воевал в партизанском отряде № 106 (отряд Зорина), действовавшем в Налибокской пуще.
В сентябре 1943 года был направлен командованием отряда в Минское гетто, откуда сумел вывести к партизанам около 30 узников, в том числе мать с сестрой.

## После войны
После войны, в 1948 году, Михаил Трейстер окончил Минский политехникум, а в 1954 году — вечернее отделение Белорусского политехнического института. 45 лет работал в области энергетики.
До декабря 2013 года являлся председателем «Белорусского общественного объединения евреев — бывших узников гетто и нацистских концлагерей» и вице-президентом «Международного союза евреев — бывших узников фашизма».

## Литературная деятельность
Михаил Трейстер — автор книг «Проблески памяти», «Обложка партбилета», «Визит в КГБ» и «Матрейки».
Является автором около 40 публикаций в журналах и газетах СССР, Беларуси, Израиля, России — в «Литературной газете» (на 16-й странице), «Крокодиле», «Неделе», «Вестях», «Авиве», в том числе под псевдонимом «Матрей» (составленном из инициалов и первого слога фамилии).
С 1973 года, после посланного в «Литературную газету» афоризма: «Антисемитизм — единственная тема, в которой „народ и партия едины“», Трейстера более не публиковали вплоть до Перестройки.

## Награды и премии
- Орден Отечественной войны II степени[15]
- Медаль «Партизану Отечественной войны» II степени
- В 1972 году афоризм Трейстера «Зоопарк — единственное место, где звери могут посмотреть на нас, не рискуя жизнью» был отмечен премией газеты «Неделя» «За лучшую миниатюру года»[14].

## Книги и публикации
- Трейстер М. А. Проблески памяти // Мінскае гета 1941−1943 гг. Трагедыя. Гераізм. Памяць. Мн., 2003 (бел.)
- Трейстер М. А. Проблески памяти // газета «Авив». Минск, № 10, 2003; № 1−4, 6−9, 2004, № 4, 10, 2008.
- Трейстер М. А. Проблески памяти // газета «Вести». Израиль, № 3102, 3107, 3112, 2005.
- Трейстер М. А. Проблески памяти // альманах «Память и время», Минск, издательство «Медисонт», 2014, том I, с. 204—276 ISBN 978-985-7085-23-1
- Трейстер М. А. Проблески памяти // Сост. Басин Я. З. Актуальные вопросы изучения Холокоста на территории Беларуси в годы немецко-фашистской оккупации : Сборник научных работ. — Минск: Ковчег, 2006. — Вып. 2.
- Трейстер М. А. Матрейки. Минск, Ковчег, 2007, ISBN 978-985-6756-22-4
- Трейстер М. А. Встали мы плечом к плечу // Советская Белоруссия. 1 августа 2006.
- Трейстер М. А. Прикосновение к правде // газета «Вести», Израиль, № 3158, 2006, (в соавторстве).
- Трейстер М. А. Холокост и Сопротивление евреев в Беларуси // Сборник докладов на конференции «15 лет Движения евреев − бывших узников фашизма». Москва, 2006. С.Петербург, 2007
- Трейстер М. А. Визит в КГБ // газета «Авив» № 1−2, 2003, № 8-9, 2005.
- Трейстер М. А. Обложка партбилета // газета «Авив» № 7-9, 2007.
- Трейстер М. А. Interview vom 11.06.2000 // «Existiert das Ghetto noch?», Projektgruppe Belarus. Berlin, Hamburg, Göttingen, 2003 (нем.)
- Трейстер М. А. Statement auf dem international Symposium Claims Conference am 13 und 14 November 2002. Berlin. (нем.)